# Agustín Monsreal
Agustín Monsreal es un escritor, cuentista y poeta mexicano nacido en Mérida, Yucatán, el 25 de septiembre de 1941. Fue cofundador y también codirector, junto con Ricardo Díaz Muñoz de las ediciones La vida y La Bolsa, editor de Escénica, miembro del consejo de redacción de El Cuento y coordinador de talleres tanto de cuento como de novela.

## Datos biográficos
El origen de su ejercicio literario surgió durante 1970 al publicar en el volumen colectivo 22 cuentos 4 autores En ese mismo año obtuvo el Premio Nacional de Cuento patrocinado por el que en ese entonces se llamaba Instituto Nacional de la Juventud Mexicana (INJM). Fue becario del Centro Mexicano de Escritores (1971-72). Más tarde en 1978, con el libro Canción de amor al revés llegó a colocarse como finalista en el Premio Nacional de Poesía de Aguascalientes. Ese mismo año, recibió el Premio Nacional del Cuento de San Luis Potosí Con la obra Los ángeles enfermos.
Es miembro del Sistema Nacional de Creadores de Arte. Asimismo, ha sido tutor de becarios del Fondo Nacional para la Cultura y las Artes, FONCA.

## Reconocimientos
- 1978 Premio Nacional de Cuento San Luis Potosí en el año de por Los ángeles enfermos.
- 1980 Premio Nacional de Poesía Punto de Partida.
- 1982 Premio Nacional de Periodismo por su columna Tachas en Excélsior.
- 1987 Premio Estatal de Literatura Antonio Mediz Bolio con el libro La banda de los enanos calvos.
- 1995 En Mérida, Yucatán, se instituyó de carácter bienal el Premio de Cuento Corto que lleva su nombre.[5]
- 1996 Reconocimiento a su trayectoria literaria por su contribución a las artes y a la cultura universal otorgándole la misma distinción que en 1987.
- 2008 Homenajeado en la ciudad de Mérida, dedicándole la Feria Municipal del Libro.
- 2010 Invitado especial en la 3ª. Jornada de Microrrelato de la Feria Internacional del Libro de Buenos Aires, Argentina.
- 2011 El instituto Cultural de Yucatán le rindió homenaje por sus 70 años de vida y 40 de escritor.
- 2013 Dedicación del Otoño Cultural como homenaje por su trayectoria literaria por parte de la Secretaria de la Cultura y las Artes del estado de Yucatán.
- 2014 Homenaje y dedicación de la Feria Internacional de la Lectura de Yucatán FILEY.
- 1999 Medalla Yucatán, otorgada por el gobierno de Yucatán.
- 2009 Medalla Héctor Victoria Aguilar, otorgada por el Congreso del Estado de Yucatán.
- 2016 Se creó en la revista LA OTRA revista de poesía, el premio internacional de minificciones mínimas (Pigmeísmos) que lleva su nombre.

## Obra
Poesía
- Punto de fuga. (1979). Cuadernos de Estraza.
- Canción de amor al revés (1980). Ed. La bolsa y la vida.
- Cantar sin designio (1995). Col. Molinos de Viento, Serie Mayor, Poesía, UAM.
- Perseverancias de amor (2008). Literalia Editores, Col. Alfa.
- Corazón en mano (2014). Ediciones Caletita,)
- Esto que pasa en mi corazón (2016). Naveluz, CCH Naucalpan, UNAM.

Cuento
- Los ángeles enfermos (1979). Ed. J. Mortiz.
- Cazadores de fantasmas (1982). Ed. Práctica de vuelo.
- Sueños de segunda mano (1983). Ed. Folios.
- Pájaros de la misma sombra (1987). Ed. Océano.
- La banda de los enanos calvos (1987). Ed. Lecturas Mexicanas No. 83, Segunda Serie. Reeditada 2008.
- Lugares en el abismo (1993) Ed. García y Valadés.
- Infierno para dos (1996). Textos de Difusión Cultural, Serie Rayuela, UNAM, 1995; 2ª. Ed.
- Las terrazas del purgatorio (1998). Ed. Plaza y Janés, Colección Ave Fénix
- Tercia de ases (1998). Ed. Fondo de Cultura Económica, Col. letras mexicanas.
- Cuentos para no dormir esta noche (1998). Ed. Sría. de Cultura del Gobierno de Jalisco, Col. Hojas Literarias, Serie Cuento No. 27; y Ed. CaBalito de batalA.
- Cuentos de fugitivas y solitarios (2004). Ed. Universidad Veracruzana, Col. Ficción.
- Mujeres con alas y otros ángeles por el estilo (2014). UACM, Difusión Cultural y Extensión Universitaria.
- Deslealtades del destino (2016).Fondo Editorial Estado de México.

Minificciones
- Mínimas minificciones mínimas (2015). Dirección de Fomento Editorial Benemérita Universidad Autónoma de Puebla.

Otras obras
- Diccionario de juguetería (1996). Ed. Aldus, Colección La Torre Inclinada.
- A la salud del cuento (2003) Ed. Universidad de Colima.
- Los hermanos menores de los pigmeos (2004). Ed. Ficticia, Biblioteca de Cuento, No. 19.
- Universo Monsreal (2009). Instituto de Cultura de Yucatán.
- Sirenidades (2011). Edición Conmemorativa, Cultur.

Biblioteca Monsreal (Laberinto ediciones)
- La banda de los enanos calvos (2008).
- Diccionario al desnudo no ilustrado (2009).
- Desde el vientre de la ballena (2010).
- Los ángeles enfermos (2011).
- Amores de nunca acabar (2014).

## Colaboraciones
En el diario Excélsior ha escrito columnas de cuento semanal: Tachas, Gato encerrado, Barril sin fondo y Purgatorio; Metamorfosis (de cuento) en Revista de revistas, y de Varia Invención en La cultura en México. Publicado en las revistas y los suplementos literarios más importantes del país, ha sido incluido en más de 50 antologías nacionales e internacionales tanto de poesía como de cuento y varia invención. Ha sido traducido a varios idiomas. Formó parte del Consejo de Redacción de las revistas El Cuento, Tierra Adentro, Fronteras y Camino Blanco.